# Channel 9
Channel 9 é um site da comunidade Microsoft para clientes da Microsoft criado em 2004. Apresenta entrevistas, debates, podcasts, screencasts e canais de vídeo.
O Channel 9 foi lançado em 2004, quando a reputação corporativa da Microsoft estava em baixa, foi o primeiro blog da empresa. Ele foi nomeado em homenagem ao canal de áudio da United Airlines, que permite que os passageiros do avião escutem conversas não filtradas no cockpit, refletindo sua estratégia de publicar conversas entre desenvolvedores da Microsoft. Isto fez com que fosse uma alternativa barata para a Professional Developers Conference do Microsoft, então a principal plataforma pública onde clientes e desenvolvedores de fora poderiam falar com os funcionários da Microsoft sem a intervenção do departamento de relações públicas da empresa.
A equipe do Channel 9 produziram entrevistas com Bill Gates, Erik Meijer e Mark Russinovich.
O Channel 9 anteriormente tinha um wiki baseado no FlexWiki da Microsoft. O wiki tinha sido usado para fornecer avaliações para várias equipes de Microsoft, como a equipe do Internet Explorer, embora algumas equipes tenham migrado para o CodePlex.